# John Hart (Politiker, um 1713)

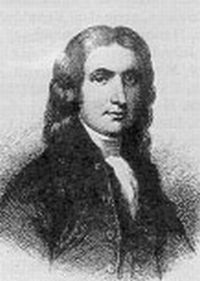
John Hart

John Hart (* um 1713 in Stonington, Colony of Connecticut, Königreich Großbritannien; † 11. Mai 1779 in Hopewell, New Jersey, USA) war ein britischer Farmer und Politiker. Er unterzeichnete für New Jersey die Unabhängigkeitserklärung der USA und ist damit einer der Gründerväter der USA.

## Leben
Bald nach seiner Geburt zogen seine Eltern von Stonington nach Hopewell Township in New Jersey. Sein Vater Edward Hart hatte eine Milizeinheit im Franzosen- und Indianerkrieg angeführt. 1739 besaß John Hart eine eigene Farm bei Hopewell (New Jersey) und heiratete im Jahr darauf Deborah Scudder. Das Paar bekam 13 Kinder, bevor sie 1778 starb.
Hart wurde 1750 als Freeholder des Hunterdon County gewählt. Er wurde erstmals 1761 in das Kolonialparlament von New Jersey gewählt und blieb dort, bis es 1771 aufgelöst wurde. Er wurde in das lokale Sicherheitskomitee und das Korrespondenzkomitee berufen und wurde Richter am Allgemeinen Appellationsgerichtshof.
Als New Jersey ein unabhängiges Parlament beziehungsweise einen Provinzialkongress bildete, wurde er 1776 hineingewählt und diente als dessen Vizepräsident. Im Juni 1776 sprach sich die Delegation aus New Jersey im Kontinentalkongress gegen die Unabhängigkeit aus. Als Ergebnis wurde die gesamte Delegation ausgetauscht und Hart einer der neuen Delegierten. Er gehörte dem Kontinentalkongress ab dem 22. Juni 1776 an, gerade rechtzeitig, um für die Unabhängigkeitserklärung der USA zu stimmen und sie zu unterzeichnen. Er blieb nur bis zum August des Jahres im Kongress.
Im August 1776 wählte New Jersey ein Generalparlament mit einer neuen Staatsverfassung. Hart kehrte dorthin zurück und diente bis 1778 als Sprecher des Parlamentes. Während der Parlamentsversammlung im Herbst 1776 wurden seine Farm und seine Mühle durch hessische Truppen niedergebrannt. Er war gezwungen, sich in den Wäldern und in Höhlen zu verstecken. Nach Washingtons Sieg in der Schlacht von Princeton konnte Hart 1777 nach Hause zurückkehren, aber seine Gesundheit war unwiederbringlich geschädigt. Er starb zu Hause an einem Nierenversagen und wurde auf dem First Baptist Church Friedhof in Hopewell (New Jersey) begraben.